# Якаць-Млода
Якаць-Млода (пол. Jakać Młoda) — село в Польщі, у гміні Снядово Ломжинського повіту Підляського воєводства.
Населення — 98 осіб (2011).
У 1975-1998 роках село належало до Ломжинського воєводства.

## Демографія
Демографічна структура станом на 31 березня 2011 року:
|          | Загалом | Допрацездатний вік | Працездатний вік | Постпрацездатний вік |
| -------- | ------- | ------------------ | ---------------- | -------------------- |
| Чоловіки | 47      | 12                 | 26               | 9                    |
| Жінки    | 51      | 14                 | 25               | 12                   |
| Разом    | 98      | 26                 | 51               | 21                   |